# Luxemburgische Badmintonmeisterschaft 2017
Die Luxemburgische Badmintonmeisterschaft 2017 fand vom 4. bis zum 5. Februar 2017 in Kielen statt.

## Medaillengewinner
| Disziplin    | Gold                               | Silber                           | Bronze                             |
| ------------ | ---------------------------------- | -------------------------------- | ---------------------------------- |
| Herreneinzel | Robert Mann                        | Mike Vallenthini                 | Ben Rausch                         |
| Herreneinzel | Robert Mann                        | Mike Vallenthini                 | Juno Thomas                        |
| Dameneinzel  | Tessy Aulner                       | Stefka Hargiono                  | Diana Campos Almeida               |
| Dameneinzel  | Tessy Aulner                       | Stefka Hargiono                  | Julie Aulner                       |
| Herrendoppel | Robert Mann Mike Vallenthini       | Cédric Roilgen Valeriy Streltsov | Yann Hellers Daniel Kirschenbilder |
| Herrendoppel | Robert Mann Mike Vallenthini       | Cédric Roilgen Valeriy Streltsov | Ben Rausch Juno Thomas             |
| Damendoppel  | Diana Campos Almeida Elena Nozdran | Julie Aulner Tessy Aulner        | Aude Meyer Carole Wagener          |
| Damendoppel  | Diana Campos Almeida Elena Nozdran | Julie Aulner Tessy Aulner        | Caroline Betti Joëlle Jungbluth    |
| Mixed        | Valeriy Streltsov Elena Nozdran    | Nico Fiorino Joëlle Jungbluth    | Nils Noesges Diana Campos Almeida  |
| Mixed        | Valeriy Streltsov Elena Nozdran    | Nico Fiorino Joëlle Jungbluth    | Juno Thomas Tessy Aulner           |